# Hang động Apidima
Hang động Apidima, là một quần thể gồm bốn hang nhỏ, nằm ở bờ phía tây của Bán đảo Mani, phía nam Hy Lạp. Một cuộc điều tra có hệ thống về hang động đã mang lại hóa thạch Neanderthal và Homo sapiens từ thời đại Palaeolithic. Hóa thạch H. sapiens, đến thời điểm năm 2019, ví dụ sớm nhất được biết đến của người hiện đại bên ngoài châu Phi.

## Mô tả
Quần thể hang Apidima là một hang động karstic được hình thành trong vách đá đá vôi trên bờ phía tây của Bán đảo Mani ở miền nam Hy Lạp. Ngày nay, các hang động mở ra trên mặt của một vách đá lớn và chỉ có thể đến được bằng thuyền, nhưng trong Ice Ages mực nước biển đã hạ thấp hơn 100 m (330 ft) và một số hang động trên bờ biển trên thế giới, ngày nay đã chìm hoặc nằm ở vùng sóng - Hang Apidima thuộc loại thứ hai - nổi lên trên mặt nước và bị chiếm đóng bởi những người đầu tiên.
Khu phức hợp bao gồm bốn hang nhỏ, được chỉ định "A", "B", "C" và "D". Nó được hình thành do xói mòn trong đá vôi Trias trung - Eocene muộn 500 m (1.600 ft), from 4–24 m (13–79 ft) above sea level, in a vertical zone of depth 20 m (66 ft). Sự phát triển của các hang động là do các cuộc tấn công thẳng đứng của đá vôi, trong khi việc mở ngang được thực hiện bởi biển.

## Khảo cổ học

### Chương trình nghiên cứu
Chương trình nghiên cứu khoa học tại Apidima bắt đầu vào năm 1978 và được thực hiện bởi Bảo tàng Khảo cổ Quốc gia Hy Lạp phối hợp với Phòng thí nghiệm Địa chất Lịch sử-Khảo cổ học của Đại học Athens, Viện về địa chất và khai thác khoáng sản và Đại học Aristotle Thessaloniki.

### Kết quả
Khoảng 20.000 xương, mảnh xương và răng từ các động vật khác nhau đã được thu thập từ năm 1978 từ trang web này bởi Theodore Pitsios và nhóm của ông. Có một vài mẫu vật động vật với dấu vết tàn sát có thể xảy ra. Hai hóa thạch Homo được khai quật từ dày và gắn kết breccia 4 m (13 ft) trên mực nước biển.

### Các hóa thạchhomo
Các nhà nghiên cứu đã phát hiện ra hai hóa thạch quan trọng trong hang Apidima "A" vào năm 1978, hai hóa thạch này được gọi là Apidima 1 và Apidima 2. Công cụ bằng đá đã được tìm thấy trong cả bốn hang. Nghiên cứu được công bố vào tháng 7 năm 2019 chỉ ra rằng mảnh sọ Apidima 2 (được chỉ định LAO 1/S2) có hình thái học Neanderthal, và đã được tìm thấy, bằng cách sử dụng uranium-thorium, được hơn 170.000 năm tuổi. Hóa thạch sọ Apidima 1 (được chỉ định LAO 1/S1) đã được tìm thấy là cũ hơn, sử dụng cùng một phương pháp - đến hơn 210.000 năm tuổi và thể hiện sự pha trộn giữa các tính năng hiện đại của con người và nguyên thủy. Điều này làm cho Apidima 1 là bằng chứng lâu đời nhất về Homo sapiens bên ngoài Châu Phi bằng hơn 150.000 năm tuổi so với trước đây  H. sapiens  tìm thấy ở châu Âu.
Nhà nghiên cứu chính, Katerina Harvati, đã tóm tắt, "Kết quả của chúng tôi cho thấy rằng ít nhất hai nhóm người sống ở Trung Pleistocene ở vùng phía nam Hy Lạp: một dân số Homo sapiens sớm, tiếp theo là người Neanderthal dân số."  Crawati nói rằng nhóm sẽ cố gắng trích xuất DNA cổ đại từ hóa thạch, nhưng cô không lạc quan về việc tìm kiếmy. Ngoài ra, phân tích palaeoproteomic của protein cổ, nếu có thể lấy đủ mẫu vật, cũng có thể được thực hiện trên các hóa thạch này.